# Patinage de vitesse aux Jeux olympiques de 1976
Pour des articles plus généraux, voir Patinage de vitesse aux Jeux olympiques et Jeux olympiques d'hiver de 1976.
Navigation
Sapporo 1972 Lake Placid 1980
Les épreuves de patinage de vitesse aux Jeux olympiques d'hiver de 1976 ont lieu du 5 au 14 février 1976 à Innsbruck en Autriche.

## Podiums

### Hommes
| Épreuves                          | Or                      | Argent                | Bronze                |
| --------------------------------- | ----------------------- | --------------------- | --------------------- |
| 500 mètres résultats détaillés    | Evgeni Koulikov (URS)   | Valeri Mouratov (URS) | Dan Immerfall (USA)   |
| 1 000 mètres résultats détaillés  | Peter Mueller (USA)     | Jørn Didriksen (NOR)  | Valeri Mouratov (URS) |
| 1 500 mètres résultats détaillés  | Jan Egil Storholt (NOR) | Iouri Kondakov (URS)  | Hans van Helden (NED) |
| 5 000 mètres résultats détaillés  | Sten Stensen (NOR)      | Piet Kleine (NED)     | Hans van Helden (NED) |
| 10 000 mètres résultats détaillés | Piet Kleine (NED)       | Sten Stensen (NOR)    | Hans van Helden (NED) |

### Femmes
| Épreuves                         | Or                       | Argent                    | Bronze                |
| -------------------------------- | ------------------------ | ------------------------- | --------------------- |
| 500 mètres résultats détaillés   | Sheila Young (USA)       | Cathy Priestner (CAN)     | Tatyana Averina (URS) |
| 1 000 mètres résultats détaillés | Tatyana Averina (URS)    | Leah Poulos-Mueller (USA) | Sheila Young (USA)    |
| 1 500 mètres résultats détaillés | Galina Stepanskaya (URS) | Sheila Young (USA)        | Tatyana Averina (URS) |
| 3 000 mètres résultats détaillés | Tatyana Averina (URS)    | Andrea Ehrig (GDR)        | Lisbeth Korsmo (NOR)  |

## Tableau des médailles
| Rang | Nation             | Or | Argent | Bronze | Total |
| ---- | ------------------ | -- | ------ | ------ | ----- |
| 1er  | Union soviétique   | 4  | 2      | 3      | 9     |
| 2e   | États-Unis         | 2  | 2      | 2      | 6     |
| 3e   | Norvège            | 2  | 2      | 1      | 5     |
| 4e   | NED                | 1  | 1      | 3      | 5     |
| 5e   | Allemagne de l'Est | 0  | 1      | 0      | 1     |
| 5e   | Canada             | 0  | 1      | 0      | 1     |

## Résultats

### Hommes

#### 500 mètres
| Rang   | Athlète               | Pays                 | Temps   | Notes |
| ------ | --------------------- | -------------------- | ------- | ----- |
| Or     | Evgeni Koulikov       | Union soviétique     | 39 s 17 | RO    |
| Argent | Valeri Mouratov       | Union soviétique     | 39 s 25 |       |
| Bronze | Dan Immerfall         | États-Unis           | 39 s 54 |       |
| 4      | Mats Wallberg         | Suède                | 39 s 56 |       |
| 5      | Peter Mueller         | États-Unis           | 39 s 57 |       |
| 6      | Jan Bazen             | Pays-Bas             | 39 s 78 |       |
| 6      | Arnulf Sunde          | Norvège              | 39 s 78 |       |
| 8      | Andrey Malikov        | Union soviétique     | 39 s 85 |       |
| 9      | Oloph Granath         | Suède                | 39 s 93 |       |
| 10     | Jim Chapin            | États-Unis           | 40 s 09 |       |
| 11     | Tom Overend           | Canada               | 40 s 22 |       |
| 11     | Masaki Suzuki         | Japon                | 40 s 22 |       |
| 13     | Johan Granath         | Suède                | 40 s 25 |       |
| 14     | Gaétan Boucher        | Canada               | 40 s 53 |       |
| 15     | Pertti Niittylä       | Finlande             | 40 s 65 |       |
| 16     | Norio Hirate          | Japon                | 40 s 85 |       |
| 16     | Archie Marshall       | Grande-Bretagne      | 40 s 85 |       |
| 18     | Mikio Oyama           | Japon                | 40 s 90 |       |
| 19     | Hans van Helden       | Pays-Bas             | 40 s 91 |       |
| 19     | Emmanuel Michon       | France               | 40 s 91 |       |
| 21     | Kay Arne Stenshjemmet | Norvège              | 40 s 94 |       |
| 22     | Lee Yeong-Ha          | Corée du Sud         | 41 s 08 |       |
| 23     | Bruno Toniolli        | Italie               | 41 s 44 |       |
| 24     | Harald Oehme          | Allemagne de l'Est   | 41 s 54 |       |
| 25     | Colin Coates          | Australie            | 41 s 77 |       |
| 26     | Berend Schabus        | Autriche             | 42 s 33 |       |
| 27     | Heinz Steinberger     | Autriche             | 43 s 28 |       |
| 28     | Jan Egil Storholt     | Norvège              | 18 s 00 |       |
| -      | Horst Freese          | Allemagne de l'Ouest | DNF     |       |

#### 1 000 mètres
| Rang   | Athlète               | Pays                 | Temps         | Notes |
| ------ | --------------------- | -------------------- | ------------- | ----- |
| Or     | Peter Mueller         | États-Unis           | 1 min 19 s 32 | RO    |
| Argent | Jørn Didriksen        | Norvège              | 1 min 20 s 45 |       |
| Bronze | Valeri Mouratov       | Union soviétique     | 1 min 20 s 57 |       |
| 4      | Aleksandr Safronov    | Union soviétique     | 1 min 20 s 84 |       |
| 5      | Hans van Helden       | Pays-Bas             | 1 min 20 s 85 |       |
| 6      | Gaétan Boucher        | Canada               | 1 min 21 s 23 |       |
| 7      | Mats Wallberg         | Suède                | 1 min 21 s 27 |       |
| 8      | Pertti Niittylä       | Finlande             | 1 min 21 s 43 |       |
| 9      | Horst Freese          | Allemagne de l'Ouest | 1 min 21 s 48 |       |
| 10     | Klaus Wunderlich      | Allemagne de l'Est   | 1 min 21 s 67 |       |
| 11     | Colin Coates          | Australie            | 1 min 21 s 72 |       |
| 12     | Dan Immerfall         | États-Unis           | 1 min 21 s 74 |       |
| 13     | Johan Granath         | Suède                | 1 min 22 s 63 |       |
| 14     | Bruno Toniolli        | Italie               | 1 min 22 s 83 |       |
| 15     | Lee Yeong-Ha          | Corée du Sud         | 1 min 22 s 88 |       |
| 16     | Terje Andersen        | Norvège              | 1 min 22 s 92 |       |
| 17     | Emmanuel Michon       | France               | 1 min 22 s 99 |       |
| 18     | Piet Kleine           | Pays-Bas             | 1 min 23 s 00 |       |
| 19     | Masaki Suzuki         | Japon                | 1 min 23 s 40 |       |
| 20     | Harald Oehme          | Allemagne de l'Est   | 1 min 23 s 88 |       |
| 21     | Archie Marshall       | Grande-Bretagne      | 1 min 24 s 00 |       |
| 22     | Kay Arne Stenshjemmet | Norvège              | 1 min 24 s 71 |       |
| 23     | Tom Overend           | Canada               | 1 min 25 s 06 |       |
| 24     | Mikio Oyama           | Japon                | 1 min 25 s 91 |       |
| 25     | Berend Schabus        | Autriche             | 1 min 26 s 50 |       |
| 26     | Floriano Martello     | Italie               | 1 min 26 s 54 |       |
| 27     | Richard Tourne        | France               | 1 min 26 s 75 |       |
| 28     | Dan Carroll           | États-Unis           | 1 min 27 s 37 |       |
| 29     | Andrey Malikov        | Union soviétique     | 1 min 27 s 57 |       |
| 30     | Norio Hirate          | Japon                | 1 min 29 s 42 |       |
| 31     | Bernt Jansson         | Suède                | 1 min 30 s 27 |       |

#### 1 500 mètres
| Rang   | Athlète               | Pays                 | Temps         | Notes |
| ------ | --------------------- | -------------------- | ------------- | ----- |
| Or     | Jan Egil Storholt     | Norvège              | 1 min 59 s 38 | RO    |
| Argent | Iouri Kondakov        | Union soviétique     | 1 min 59 s 97 |       |
| Bronze | Hans van Helden       | Pays-Bas             | 2 min 00 s 87 |       |
| 4      | Sergey Ryabev         | Union soviétique     | 2 min 02 s 15 |       |
| 5      | Dan Carroll           | États-Unis           | 2 min 02 s 26 |       |
| 6      | Piet Kleine           | Pays-Bas             | 2 min 02 s 28 |       |
| 7      | Eric Heiden           | États-Unis           | 2 min 02 s 40 |       |
| 8      | Colin Coates          | Australie            | 2 min 03 s 34 |       |
| 9      | Klaus Wunderlich      | Allemagne de l'Est   | 2 min 03 s 41 |       |
| 10     | Olavi Köppä           | Finlande             | 2 min 03 s 69 |       |
| 11     | Kay Arne Stenshjemmet | Norvège              | 2 min 03 s 75 |       |
| 12     | Herbert Schwarz       | Allemagne de l'Ouest | 2 min 03 s 76 |       |
| 13     | Sergey Marchuk        | Union soviétique     | 2 min 04 s 45 |       |
| 14     | Gaétan Boucher        | Canada               | 2 min 04 s 63 |       |
| 15     | Terje Andersen        | Norvège              | 2 min 04 s 65 |       |
| 16     | Dan Johansson         | Suède                | 2 min 04 s 73 |       |
| 17     | Lennart Carlsson      | Suède                | 2 min 04 s 76 |       |
| 18     | Lee Yeong-Ha          | Corée du Sud         | 2 min 05 s 25 |       |
| 19     | Bruno Toniolli        | Italie               | 2 min 05 s 66 |       |
| 20     | Richard Tourne        | France               | 2 min 06 s 43 |       |
| 21     | Masahiko Yamamoto     | Japon                | 2 min 06 s 67 |       |
| 22     | Mats Wallberg         | Suède                | 2 min 08 s 72 |       |
| 23     | Mike Woods            | États-Unis           | 2 min 08 s 77 |       |
| 24     | Geoff Sandys          | Grande-Bretagne      | 2 min 09 s 17 |       |
| 25     | Floriano Martello     | Italie               | 2 min 09 s 68 |       |
| 26     | Ludwig Kronfuß        | Autriche             | 2 min 11 s 17 |       |
| 27     | Franz Krienbühl       | Suisse               | 2 min 12 s 52 |       |
| 28     | Gilbert Van Eesbeeck  | Belgique             | 2 min 12 s 74 |       |
| 29     | Berend Schabus        | Autriche             | 2 min 15 s 41 |       |
| 30     | Giovanni Panciera     | Italie               | 2 min 33 s 52 |       |

#### 5 000 mètres
| Rang   | Athlète              | Pays                 | Temps         |
| ------ | -------------------- | -------------------- | ------------- |
| Or     | Sten Stensen         | Norvège              | 7 min 24 s 48 |
| Argent | Piet Kleine          | Pays-Bas             | 7 min 26 s 47 |
| Bronze | Hans van Helden      | Pays-Bas             | 7 min 26 s 54 |
| 4      | Viktor Varlamov      | Union soviétique     | 7 min 30 s 97 |
| 5      | Klaus Wunderlich     | Allemagne de l'Est   | 7 min 33 s 82 |
| 6      | Dan Carroll          | États-Unis           | 7 min 36 s 46 |
| 7      | Vladimir Ivanov      | Union soviétique     | 7 min 37 s 73 |
| 8      | Örjan Sandler        | Suède                | 7 min 39 s 69 |
| 9      | Jan Egil Storholt    | Norvège              | 7 min 40 s 60 |
| 10     | Colin Coates         | Australie            | 7 min 41 s 96 |
| 11     | Lee Yeong-Ha         | Corée du Sud         | 7 min 44 s 21 |
| 12     | Mike Woods           | États-Unis           | 7 min 48 s 08 |
| 13     | Amund Sjøbrend       | Norvège              | 7 min 48 s 28 |
| 14     | Sergey Marchuk       | Union soviétique     | 7 min 51 s 37 |
| 15     | Herbert Schwarz      | Allemagne de l'Ouest | 7 min 52 s 26 |
| 16     | Lennart Carlsson     | Suède                | 7 min 53 s 02 |
| 17     | Franz Krienbühl      | Suisse               | 7 min 53 s 11 |
| 18     | Manfred Winter       | Allemagne de l'Est   | 7 min 58 s 28 |
| 19     | Eric Heiden          | États-Unis           | 7 min 59 s 00 |
| 20     | Olavi Köppä          | Finlande             | 7 min 59 s 52 |
| 21     | Maurizio Marchetto   | Italie               | 8 min 04 s 07 |
| 22     | Masahiko Yamamoto    | Japon                | 8 min 06 s 97 |
| 23     | Andy Barron          | Canada               | 8 min 10 s 00 |
| 24     | Masayuki Kawahara    | Japon                | 8 min 10 s 08 |
| 25     | Dan Johansson        | Suède                | 8 min 12 s 37 |
| 26     | Geoff Sandys         | Grande-Bretagne      | 8 min 13 s 03 |
| 27     | Ludwig Kronfuß       | Autriche             | 8 min 19 s 72 |
| 28     | Ivano Bamberghi      | Italie               | 8 min 21 s 04 |
| 29     | Hubert Gundolf       | Autriche             | 8 min 29 s 34 |
| 30     | Gilbert Van Eesbeeck | Belgique             | 8 min 29 s 78 |
| 31     | Loris Vellar         | Italie               | 8 min 31 s 85 |

#### 10 000 mètres
| Rang   | Athlète            | Pays             | Temps          | Notes |
| ------ | ------------------ | ---------------- | -------------- | ----- |
| Or     | Piet Kleine        | Pays-Bas         | 14 min 50 s 59 | RO    |
| Argent | Sten Stensen       | Norvège          | 14 min 53 s 30 |       |
| Bronze | Hans van Helden    | Pays-Bas         | 15 min 02 s 02 |       |
| 4      | Viktor Varlamov    | Union soviétique | 15 min 06 s 06 |       |
| 5      | Örjan Sandler      | Suède            | 15 min 16 s 21 |       |
| 6      | Colin Coates       | Australie        | 15 min 16 s 80 |       |
| 7      | Dan Carroll        | États-Unis       | 15 min 19 s 29 |       |
| 8      | Franz Krienbühl    | Suisse           | 15 min 36 s 43 |       |
| 9      | Olavi Köppä        | Finlande         | 15 min 39 s 73 |       |
| 10     | Amund Sjøbrend     | Norvège          | 15 min 43 s 29 |       |
| 11     | Sergey Marchuk     | Union soviétique | 15 min 43 s 81 |       |
| 12     | Mike Woods         | États-Unis       | 15 min 53 s 42 |       |
| 13     | Lennart Carlsson   | Suède            | 15 min 53 s 89 |       |
| 14     | Jan Egil Storholt  | Norvège          | 16 min 06 s 37 |       |
| 15     | Vladimir Ivanov    | Union soviétique | 16 min 16 s 20 |       |
| 16     | Masahiko Yamamoto  | Japon            | 16 min 20 s 83 |       |
| 17     | Maurizio Marchetto | Italie           | 16 min 22 s 55 |       |
| 18     | Geoff Sandys       | Grande-Bretagne  | 16 min 26 s 27 |       |
| 19     | Charles Gilmore    | États-Unis       | 16 min 26 s 35 |       |
| 20     | Hubert Gundolf     | Autriche         | 17 min 52 s 43 |       |

### Femmes

#### 500 mètres
| Rang   | Athlète                 | Pays                 | Temps   | Notes |
| ------ | ----------------------- | -------------------- | ------- | ----- |
| Or     | Sheila Young            | États-Unis           | 42 s 76 | RO    |
| Argent | Cathy Priestner         | Canada               | 43 s 12 |       |
| Bronze | Tatyana Averina         | Union soviétique     | 43 s 17 |       |
| 4      | Leah Poulos             | États-Unis           | 43 s 21 |       |
| 5      | Vera Krasnova           | Union soviétique     | 43 s 23 |       |
| 6      | Lyubov Sadchikova       | Union soviétique     | 43 s 80 |       |
| 7      | Makiko Nagaya           | Japon                | 43 s 88 |       |
| 8      | Paula-Irmeli Halonen    | Finlande             | 43 s 99 |       |
| 9      | Lori Monk               | États-Unis           | 44 s 00 |       |
| 10     | Heike Lange             | Allemagne de l'Est   | 44 s 21 |       |
| 11     | Sylvia Burka            | Canada               | 44 s 35 |       |
| 12     | Monika Pflug            | Allemagne de l'Ouest | 44 s 36 |       |
| 13     | Ann-Sofie Järnström     | Suède                | 44 s 49 |       |
| 14     | Stanisława Pietruszczak | Pologne              | 44 s 68 |       |
| 15     | Ines Bautzmann          | Allemagne de l'Est   | 44 s 87 |       |
| 16     | Sigrid Sundby-Dybedahl  | Norvège              | 45 s 00 |       |
| 17     | Keiko Hasegawa          | Japon                | 45 s 09 |       |
| 18     | Erwina Ryś-Ferens       | Pologne              | 45 s 37 |       |
| 19     | Christa Jaarsma         | Pays-Bas             | 45 s 45 |       |
| 20     | Ute Dix                 | Allemagne de l'Est   | 45 s 60 |       |
| 21     | Kathy Vogt              | Canada               | 45 s 62 |       |
| 22     | Sylvia Filipsson        | Suède                | 45 s 97 |       |
| 23     | Annie Borckink          | Pays-Bas             | 46 s 00 |       |
| 24     | Sijtje van der Lende    | Pays-Bas             | 46 s 06 |       |
| 25     | Lee Nam-Sun             | Corée du Sud         | 46 s 33 |       |
| 26     | Ewa Malewicka           | Pologne              | 46 s 67 |       |
| 27     | Linda Rombouts          | Belgique             | 48 s 31 |       |

#### 1 000 mètres
| Rang   | Athlète                | Pays                 | Temps         | Notes |
| ------ | ---------------------- | -------------------- | ------------- | ----- |
| Or     | Tatyana Averina        | Union soviétique     | 1 min 28 s 43 | RO    |
| Argent | Leah Poulos            | États-Unis           | 1 min 28 s 57 |       |
| Bronze | Sheila Young           | États-Unis           | 1 min 29 s 14 |       |
| 4      | Sylvia Burka           | Canada               | 1 min 29 s 47 |       |
| 5      | Monika Pflug           | Allemagne de l'Ouest | 1 min 29 s 54 |       |
| 6      | Cathy Priestner        | Canada               | 1 min 29 s 66 |       |
| 7      | Lyudmila Titova        | Union soviétique     | 1 min 30 s 06 |       |
| 8      | Heike Lange            | Allemagne de l'Est   | 1 min 30 s 55 |       |
| 9      | Makiko Nagaya          | Japon                | 1 min 31 s 23 |       |
| 10     | Erwina Ryś-Ferens      | Pologne              | 1 min 31 s 59 |       |
| 11     | Sijtje van der Lende   | Pays-Bas             | 1 min 31 s 66 |       |
| 12     | Monika Zernicek        | Allemagne de l'Est   | 1 min 31 s 68 |       |
| 13     | Paula-Irmeli Halonen   | Finlande             | 1 min 31 s 72 |       |
| 14     | Ann-Sofie Järnström    | Suède                | 1 min 32 s 06 |       |
| 15     | Tetiana Shelekhova     | Union soviétique     | 1 min 32 s 08 |       |
| 16     | Annie Borckink         | Pays-Bas             | 1 min 32 s 50 |       |
| 17     | Tuula Vilkas           | Finlande             | 1 min 32 s 94 |       |
| 18     | Sigrid Sundby-Dybedahl | Norvège              | 1 min 33 s 05 |       |
| 19     | Ewa Malewicka          | Pologne              | 1 min 33 s 89 |       |
| 20     | Yuko Yaegashi-Ota      | Japon                | 1 min 33 s 99 |       |
| 21     | Ute Dix                | Allemagne de l'Est   | 1 min 34 s 14 |       |
| 22     | Liz Appleby            | Canada               | 1 min 34 s 27 |       |
| 23     | Christa Jaarsma        | Pays-Bas             | 1 min 34 s 63 |       |
| 24     | Keiko Hasegawa         | Japon                | 1 min 35 s 42 |       |
| 25     | Lee Nam-Sun            | Corée du Sud         | 1 min 35 s 58 |       |
| 26     | Janina Korowicka       | Pologne              | 1 min 35 s 81 |       |
| -      | Peggy Crowe            | États-Unis           | DQ            |       |

#### 1 500 mètres
| Rang   | Athlète                   | Pays               | Temps         | Notes |
| ------ | ------------------------- | ------------------ | ------------- | ----- |
| Or     | Galina Stepanskaya        | Union soviétique   | 2 min 16 s 58 | RO    |
| Argent | Sheila Young              | États-Unis         | 2 min 17 s 06 |       |
| Bronze | Tatyana Averina           | Union soviétique   | 2 min 17 s 96 |       |
| 4      | Lisbeth Korsmo-Berg       | Norvège            | 2 min 18 s 99 |       |
| 5      | Karin Kessow              | Allemagne de l'Est | 2 min 19 s 05 |       |
| 6      | Leah Poulos               | États-Unis         | 2 min 19 s 11 |       |
| 7      | Ines Bautzmann            | Allemagne de l'Est | 2 min 19 s 63 |       |
| 8      | Erwina Ryś-Ferens         | Pologne            | 2 min 19 s 69 |       |
| 9      | Sylvia Burka              | Canada             | 2 min 19 s 74 |       |
| 10     | Andrea Ehrig-Mitscherlich | Allemagne de l'Est | 2 min 20 s 05 |       |
| 11     | Sigrid Sundby-Dybedahl    | Norvège            | 2 min 21 s 85 |       |
| 12     | Annie Borckink            | Pays-Bas           | 2 min 22 s 06 |       |
| 13     | Sijtje van der Lende      | Pays-Bas           | 2 min 22 s 10 |       |
| 14     | Sylvia Filipsson          | Suède              | 2 min 22 s 42 |       |
| 15     | Nina Statkevitch          | Union soviétique   | 2 min 22 s 59 |       |
| 16     | Christa Jaarsma           | Pays-Bas           | 2 min 23 s 98 |       |
| 17     | Cindy Seikkula            | États-Unis         | 2 min 24 s 06 |       |
| 18     | Ewa Malewicka             | Pologne            | 2 min 24 s 26 |       |
| 19     | Janina Korowicka          | Pologne            | 2 min 24 s 30 |       |
| 20     | Tuula Vilkas              | Finlande           | 2 min 24 s 55 |       |
| 21     | Liz Appleby               | Canada             | 2 min 24 s 89 |       |
| 22     | Chieko Ito                | Japon              | 2 min 25 s 27 |       |
| 23     | Kathy Vogt                | Canada             | 2 min 25 s 49 |       |
| 24     | Yuko Yaegashi-Ota         | Japon              | 2 min 25 s 74 |       |
| 25     | Lee Nam-Sun               | Corée du Sud       | 2 min 26 s 24 |       |
| 26     | Linda Rombouts            | Belgique           | 2 min 32 s 96 |       |

#### 3 000 mètres
| Rang   | Athlète                   | Pays               | Temps         | Notes |
| ------ | ------------------------- | ------------------ | ------------- | ----- |
| Or     | Tatyana Averina           | Union soviétique   | 4 min 45 s 19 | RO    |
| Argent | Andrea Ehrig-Mitscherlich | Allemagne de l'Est | 4 min 45 s 23 |       |
| Bronze | Lisbeth Korsmo-Berg       | Norvège            | 4 min 45 s 24 |       |
| 4      | Karin Kessow              | Allemagne de l'Est | 4 min 45 s 60 |       |
| 5      | Ines Bautzmann            | Allemagne de l'Est | 4 min 46 s 67 |       |
| 6      | Sylvia Filipsson          | Suède              | 4 min 48 s 15 |       |
| 7      | Nancy Swider-Peltz        | États-Unis         | 4 min 48 s 46 |       |
| 8      | Sylvia Burka              | Canada             | 4 min 49 s 04 |       |
| 9      | Sijtje van der Lende      | Pays-Bas           | 4 min 50 s 86 |       |
| 10     | Erwina Ryś-Ferens         | Pologne            | 4 min 50 s 95 |       |
| 11     | Beth Heiden               | États-Unis         | 4 min 51 s 67 |       |
| 12     | Tuula Vilkas              | Finlande           | 4 min 51 s 71 |       |
| 13     | Nina Statkevitch          | Union soviétique   | 4 min 53 s 94 |       |
| 14     | Tetiana Shelekhova        | Union soviétique   | 4 min 54 s 03 |       |
| 15     | Annie Borckink            | Pays-Bas           | 4 min 56 s 75 |       |
| 16     | Janina Korowicka          | Pologne            | 4 min 57 s 48 |       |
| 17     | Cindy Seikkula            | États-Unis         | 4 min 57 s 57 |       |
| 18     | Liz Appleby               | Canada             | 4 min 58 s 68 |       |
| 19     | Yuko Yaegashi-Ota         | Japon              | 4 min 58 s 92 |       |
| 20     | Christa Jaarsma           | Pays-Bas           | 5 min 00 s 08 |       |
| 21     | Chieko Ito                | Japon              | 5 min 02 s 57 |       |
| 22     | Paula-Irmeli Halonen      | Finlande           | 5 min 03 s 08 |       |
| 23     | Gayle Gordon              | Canada             | 5 min 07 s 09 |       |
| 24     | Lee Nam-Sun               | Corée du Sud       | 5 min 08 s 34 |       |
| 25     | Ewa Malewicka             | Pologne            | 5 min 08 s 79 |       |
| 26     | Linda Rombouts            | Belgique           | 5 min 10 s 35 |       |